# بالغ

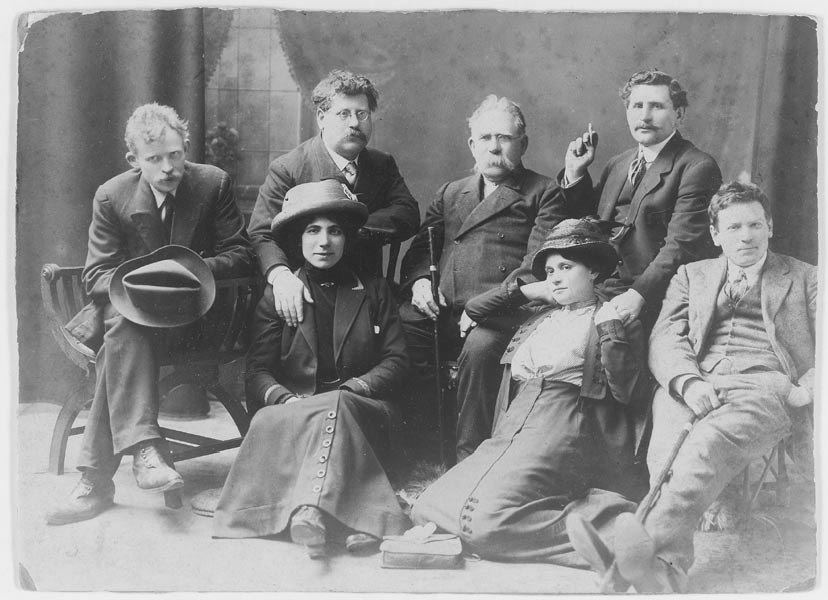
مجموعة من البالغين.

البالغ هو إنسان أو كائن حي وصل نسبيًا إلى ما يُطلق عليه سن النضج، وعادة ما يرتبط بـالنضج الجنسي عند بلوغ سن التكاثر. وفي السياق البشري، للمصطلح معانٍ فرعية متعلقة بالمفاهيم الاجتماعية والقانونية؛ على سبيل المثال، الراشد هو المفهوم القانوني للـشخص الذي وصل إلى سن الرشد وحينها يعتمد على ذاته ويكون مكتفيا ذاتيا ومسؤولاً (على النقيض من "القاصر"). ويمكن تحديد مرحلة البلوغ من جوانب الفيزيولوجيا أو النمو النفسي للبالغين أو القانون أو الطابع الشخصي أو الحالة الاجتماعية.
غالبًا ما تتعارض هذه الجوانب المختلفة لسن البلوغ وتتناقض مع بعضها أيضًا. قد يكون الشخص بالغًا من الناحية البيولوجية، وسلوكه سلوك البالغين ولكنه ما زال يُعامل كالأطفال طالما كان دون سن الرشد القانوني. وعلى العكس قد يكون المرء بالغًا من الناحية القانونية ولكن ليس لديه سمات النضج والمسؤولية التي تميز شخصية البالغ.
إن الحدث الدال على البلوغ هو الوصول إلى سن الرشد، ويشمل اجتياز سلسلة من الاختبارات لإظهار أن الشخص مستعد لمرحلة البلوغ، أو وصل إلى السن المحددة، وفي بعض الأحيان بالتزامن مع إظهار استعداده لهذه المرحلة. تحدد معظم المجتمعات الحديثة سن البلوغ القانوني على أساس الوصول إلى السن المحددة قانونًا دون الحاجة إلى إثبات النضج الجسدي أو الاستعداد لمرحلة البلوغ.
يرجح البعض أن الانتقال إلى مرحلة البلوغ يتضمن الهيكلة العاطفية للرفض، مما يوحي أن هذه العملية أصبحت لازمة لمواكبة سلوك الفرد، لا سيما في المواقف غير المريحة وأيضًا لمواكبة سلوك الآخرين. [بحاجة لمصدر]

## مرحلة البلوغ البيولوجي
تاريخيًا وعبر الحضارات المختلفة، تم تحديد مرحلة البلوغ في المقام الأول مع بداية سن البلوغ (ظهور الخصائص الجنسية الثانوية مثل الحيض في النساء والقذف عند الرجال وشعر العانة في كلا الجنسين). في الماضي، عادة ما كان الفرد ينتقل من حالة الطفولة مباشرة إلى حالة البلوغ، وغالبًا مع هذا التحول يحدث أحد أنواع اختبارات الوصول إلى سن الرشد أو يقام احتفال بمناسبة الوصول إلى هذا السن.
وتحدد معظم المعاجم الإنجليزية الطبية والعامة مرحلة الطفولة بالفترة من الطفولة إلى سن البلوغ، لذا تبدأ مرحلة البلوغ تاريخيًا من مرحلة الاحتلام. وبعد إنشاء التركيبة الاجتماعية المسماة مرحلة المراهقة، انقسمت مرحلة البلوغ إلى شكلين: مرحلة البلوغ البيولوجية ومرحلة البلوغ الاجتماعي. ولذلك، هناك الآن شكلان أساسيان للبالغين: البالغون البيولوجيون (الأشخاص أصحاب القدرة على الإنجاب، أو الخصوبة، أو من لديهم خصائص جنسية ثانوية) والبالغون من الناحية الاجتماعية (الأشخاص المعترف بهم من قبل ثقافاتهم أو القانون على أنهم أشخاص بالغون). لذلك فإن كلمة بالغ يمكن أن تشير إلى أي من التعريفين حسب السياق.
على الرغم من أن عددًا قليلاً من القواميس، إن وجد، يقدمون تعريفًا لعبارة البالغين من الناحية البيولوجية، فإن التعريف الأول للبالغ في قواميس متعددة يرد كالتالي «مرحلة دورة حياة الحيوان بعد بلوغه القدرة على التكاثر». ولذلك، فإن التعريف الأساسي لكلمة البالغ هي بداية فترة الاحتلام. وعلى الرغم من أن هذا هو التعريف الأساسي لكلمة البالغ فإن المصطلح البالغ البيولوجي يؤكد على أو يوضح أن التعريف الأصلي، الذي يعتمد على بداية فترة الاحتلام، هو الذي يُستخدم (أي أن الكائن الحي وصل للنقطة البيولوجية المهمة التي فيها يصبح فيها قادرًا على التكاثر).
وعلى الرغم من عدم وجود اتفاق علمي على وقت اكتمال البلوغ الجسدي، إلا أن مرحلة البلوغ في المجتمع الحديث تتوافق من الناحية الاجتماعية مع اكتمال مرحلة البلوغ الجسدي. ونظرًا لأن مصطلح (بالغ) غالبًا ما يستخدم دون الصفة الاجتماعية أو البيولوجية، ونظرًا لأن المصطلح يُستخدم باستمرار للإشارة إلى البلوغ من الناحية الاجتماعية، أخذ بعض الكتاب معنى المصطلح ذي الكلمتين (البلوغ البيولوجي) للإشارة إلى البدء في نهاية مرحلة البلوغ الجسدي وهذا غير بداية مرحلة الاحتلام.
في الدول الحديثة المتقدمة، تبدأ مرحلة الاحتلام وبالتالي مرحلة البلوغ البيولوجية عامة في سن العاشرة أو الحادية عشرة تقريبًا للبنات والثانية عشرة أو الثالثة عشرة للأولاد، ومع ذلك يختلف ذلك الأمر من شخص لآخر.

## سن الرشد القانوني
يعنى هذا من الناحية القانونية أن المرء قد أصبح بإمكانه أن يبرم عقدا. وقد ينطبق الحد الأدنى للسن ذاته أو غيره، على سبيل المثال، على الوالدين اللذين يفقدان حقوق وواجبات الأبوة والأمومة فيما يتعلق بالشخص المعني، والوالدين الذين يفقدون المسؤولية المالية، والزواج والتصويت والحصول على وظيفة والالتحاق بالخدمة العسكرية وشراء أو امتلاك سلاح ناري (إذا كان قانونيًا من الأساس) وقيادة المركبات والسفر للخارج والتورط في المشروبات الكحولية (إذا كان قانونيًا من الأساس) والتدخين والجنس والقمار (كل من اليانصيب أو الكازينو) وممارسةالدعارة للرجال والسيدات (إذا كان قانونيًا من الأساس)، والعمل كعارضة أو ممثلة في أفلام إباحية وغيره. وقد يتم تقييد قبول الشاب في مكان بسبب خطورة ذلك المكان على هذا الشخص، والخوف من أن المكان قد يشجع الشخص على الإتيان بسلوك غير أخلاقي و/أو بسبب خطر أن يسبب الشاب أضرارًا (على سبيل المثال في معرض للسلع الهشة أو القابلة للكسر).
وللمرء أن يميز مشروعية تصرفات الفتى الصغير، وتمكين الشاب من تنفيذ هذه التصرفات من خلال البيع والتأجير والعرض والسماح بالدخول والمشاركة وغيرها. وقد يكون هناك تمييز بين التمكين التجاري والاجتماعي. وفي بعض الأحيان يتطلب الأمر إشرافًا من قبل وصي قانوني، أو على الأقل من شخص راشد. وفي بعض الأحيان لا يوجد أي متطلبات ولكن مجرد توصيات.
فالبنسبة للأعمال الإباحية، يمكن التمييز بين:
- السماح بالدخول في أماكن للبالغين
- السماح بشراء المواد الإباحية
- السماح بامتلاك المواد الإباحية
- السماح لشخص آخر بالبيع أو التأجير أو عرض المواد الإباحية للشباب، راجع نشر المواد الإباحية للقصر
- العمل كـممثل إباحي: يسمح بقواعد خاصة للشبات والآخرين، فيما يتعلق بالإنتاج والامتلاك وغيرها.(راجع استغلال الأطفال إباحيا)

وفيما يتعلق بالعنف في الأفلام وغيره:
- يسمح لأي لشخص آخر بالبيع أو التأجير أو عرض الأفلام للشباب ويسمح للشباب بدخول السينما (تحت سن الثامنة عشرة)

وعادة ما يفرق المعنى القانوني للدخول في مرحلة البلوغ بين سن 18 و21، معتمدًا في ذلك على المنطقة التي يعيش فيها الشخص. تحدد بعض الثقافات في قارة أفريقيا البلوغ عند سن 13.
ووفقًا للتقاليد اليهودية، تعلن مرحلة البلوغ في سن 13 (في سن بار متسفا)، فالطفل اليهودي على سبيل المثال يُتوقع أن يبدي استعداده لمرحلة البلوغ من خلال تعلم التوراة وممارسة طقوس يهودية أخرى. لا يشترط الكتاب المقدس للـمسيحيين والتناخ عمرًا محددًا لمرحلة البلوغ أو الزواج، الذي يعني الانخراط في النشاط الجنسي. سن الموافقة على العلاقة الجنسية في الفاتيكان هو 13،[بحاجة لمصدر] عندما تصل العديد من الفتيات إلى سن الحيض، وبذلك تصبحن قادرات على الإنجاب، وبذلك تصبح قادرة جسديًا على الزواج والولادة. ومع ذلك، فإن الفاتيكان لا يسمح بممارسة الجنس خارج إطار الزواج. ينص القانون الكنسي للدولة قانون عام 1983، «لا يجوز للشاب الذي لم يتم السادسة عشرة من عمره، ولا الفتاة التي لم تتم الرابعة عشرة من عمرها الدخول في علاقة زواج صحيحة». وفقًا لكتاب اختفاء الطفولة (The Disappearance of Childhood) للمؤلف نيل بوستمان (Neil Postman)، فإن الكنيسة المسيحية في العصور الوسطى اعتبرت أن سن تحمل المسئولية يقترن بإمكانية محاكمة الشخص أو حتى الحكم بـإعدامه على أنه بالغ، هو سن السابعة.
في معظم دول العالم، بما في ذلك غالبية الولايات الأمريكية، وأجزاء من المملكة المتحدة (إنجلترا وأيرلندا الشمالية وويلز) والهند والصين، فإن سن البلوغ القانوني هو 18 (تاريخيًا 21) لمعظم الأغراض، مع بعض الاستثناءات البارزة:
1. المملكة المتحدة: اسكتلندا (16)
2. كولومبيا البريطانية، نيو برونزويك، نيوفاوندلاند ولابرادور، الأقاليم الشمالية الغربية، نوفا سكوتيا، نونافوت، إقليم يوكون في كندا; نبراسكا وألباما في الولايات المتحدة، وكوريا الجنوبية (19)
3. إندونيسيا واليابان (20)